# ハムザ・バリー
ハムザ・バリー・アレン（Hamza Barry Allen、1994年10月15日 - ）は、ガンビア・バンジュール出身のサッカー選手。デンマーク・ファーストディビジョン・ヴェイレBK所属。ポジションはMF。ガンビア代表。

## クラブ経歴
2013年、ヴァレッタFCに加入すると、2014-15シーズンにはマルタ・プレミアリーグ選定の最優秀若手選手賞を受賞した。
2015年7月1日、アポロン・リマソールに1年契約で移籍した。
2016年8月31日、リマソールからのレンタルでハイドゥク・スプリトに買い取りオプション付きで加入した。シーズンを通じてレギュラーとして活躍し、2016-17シーズン終了時に完全移籍が決まった。
2022年8月22日、ヴェイレBKに加入した。